# Harry Hess
Pour les articles homonymes, voir Hess.
Harry Hammond Hess est un officier de marine et géologue américain, né le 24 mai 1906 à New York et mort le 25 août 1969 à Woods Hole dans le Massachusetts.

## Biographie
Lors de ses nombreuses plongées, spécifiquement entre les arcs insulaires, ses rapports indiquèrent des anomalies de pesanteur. En 1962, il affirma qu'elles traduisaient des mouvements de convection du manteau terrestre : les dorsales mettaient en évidence les courants ascendants et les fosses océaniques les courants descendants. La croûte océanique, créée au niveau des dorsales et enfouie au niveau des fosses océaniques, était continuellement recyclée alors que la croûte continentale, à cause de sa légèreté, était condamnée à dériver à la surface de la Terre. Il propose ainsi le modèle de l'expansion océanique possédant une grande analogie avec celui d'Arthur Holmes présenté trente ans auparavant. Cette théorie a été très controversée et a déclenché une révolution en sciences de la terre avec l'Hypothèse Vine-Matthews-Morley.
Hess a été également présent dans d'autres projets scientifiques, comme le Mohole (1957-1966), portant sur la praticabilité et les techniques du forage hauturier.